# Les aventures de l'Elmo a Can Ronya
Les aventures de l'Elmo a Can Ronya (títol original: Elmo in grouchland) és una pel·lícula estatunidenca dirigida per Gary Halvorson l'any 1999. Està basada en la sèrie 1, rue Sésame. Ha estat doblada al català.

## Argument
Elmo estima la seva flassada més que res i no vol deixar-li a la seva amiga Zoe. Així, quan Oscar la tira i aterra a la galleda de les escombraries d'Oscar, és un drama. Aquesta galleda és de fet un pas cap al món de la Ronya, un univers brut i trist en el qual el innoble Huxley s'apropia de tot. Allà, Elmo i tots els seus amics de Barri Sèsam viuen un munt de divertides aventures amb un objectiu comú: rescatar la flassada.

## Repartiment

### Actors
- Mandy Patinkin: Huxley
- Vanessa L. Williams: La reina de les deixalles
- Sonia Manzano: Maria
- Roscoe Orman: Gordon
- Ruth Buzzi: Ruthie

### Veus originals
- Kevin Clash: Elmo
- Caroll Spinney: Big Bird / Oscar
- Frank Oz: Cookie Monster / Bert / Grover
- Steve Whitmire: Ernie / la dolenta herba / Sharon Groan
- Martin P. Robinson: Telly Monster
- Fran Brill: Zoe
- David Rudman: #Bebé Ós / la chenille / diverses grincheux
- Joey Mazzarino: Bug
- Stephanie De Abruzzo: Grizzy
- Dave Goelz: L'enorme Pollastre
- Jerry Nelson: L'alcalde de Grinchville